# Haliplus ungularis
Haliplus ungularis är en skalbaggsart som beskrevs av Wallis 1933. Haliplus ungularis ingår i släktet Haliplus och familjen vattentrampare. Inga underarter finns listade i Catalogue of Life.